# アジアイトトンボ
アジアイトトンボ（亜細亜糸蜻蛉、Ischnura asiatica）は、イトトンボ科のトンボ。本州では普通に見られる種類である。

## 分布
北海道、本州、四国、九州に分布する。また、佐渡島、淡路島、壱岐、隠岐、対馬、南西諸島などの離島などにも分布する。また、国外では中国・台湾・朝鮮半島などに分布している。

## 特徴

### 成虫
腹長約20〜25mm。後翅長12〜19mm。アオモンイトトンボ属の種類のなかではもっとも小さい。オスは腹部第9節に紋がある。メスは成熟すると、すすけた草色になり、同色型の雌は存在しない。

### 幼虫
体長約12〜15mm、側尾鰓長約4〜7mm。側刺毛は5本の個体が多い。尾鰓の中央部に1本の淡い褐色横条がある。

## 生態
高知県では3月下旬から現れて11月初め頃まで見られ、成虫の出現期は長い。春から初夏に羽化する個体は大きいが、夏の終わり頃に現れるものは著しく小さい(年2回発生と考えられている)。熟したオスは、水辺にもどって配偶行動を行う。交尾は午前中に開始するが、しばしば夕方近い時間帯まで見られる。交尾時間は概して長く、数時間に及ぶことがある。産卵はおおむね、午後にメスが単独で水面近くの植物組織内に行ない、時には水中に潜ることがある。幼虫は主に平地や丘陵地の水生植物が繁茂した池沼や湿地、水田、水路などに生息する。また、水中の植物などにつかまって生活している場合が多く、成虫は幼虫と同様な場所に生息しているが、若い個体は羽化した水辺を離れて、かなり遠方の草原まで移動することがある。

## 類似種
同属のアオモンイトトンボに酷似している。オスは腹部第9節に紋があるが、アオモンイトトンボの場合は第8節にある。メスはアオモンイトトンボと違って同色型のメスは存在しない。ヤゴはアオモンイトトンボの場合、淡褐色ないし緑褐色をした弱々しい感じで、頭は後角が突出しない。尾鰓は細く尖っていて中央文節ははっきりしない。

## ギャラリー
|            |                |                     |
| 一般的な雄 | 正面から見た雄 | 腹部第9節に紋がある |

|            |        |            |
| 一般的な雌 | 若い雌 | 産卵中の雌 |

|                            |
| 交尾する雄（上）と雌（下） |